# MBC 5시 뉴스와 경제 경남
《5시 뉴스와 경제 경남》은 MBC 경남 TV에서 매주 평일 오후 5시에 방송 중인 경남 지역 저녁 경제 종합 뉴스 프로그램이다.

## 개요
5시 경남 뉴스와 경제로 읽는다.

## 앵커
| 대수 | 진행자          | 진행 기간                          | 비고  |
| ---- | --------------- | ---------------------------------- | ----- |
| 1대  | 백율희 아나운서 | 2018년 ~ 2018년 12월 28일          | [ 1 ] |
| 임시 | 김혜민 아나운서 | 2018년 12월 31일                   |       |
| 2대  | 김용석 아나운서 | 2019년 1월 2일 ~ 2019년 1월 17일   |       |
| 3대  | 이다슬 아나운서 | 2019년 1월 18일 ~ 2019년 2월 1일   |       |
| 4대  | 백율희 아나운서 | 2019년 7월 15일 ~ 2020년 5월 13일  | [ 2 ] |
| 5대  | 김혜민 아나운서 | 2020년 5월 18일 ~ 2021년 7월 9일   | [ 3 ] |
| 6대  | 윤동현 아나운서 | 2021년 8월 9일 ~ 2021년 12월 31일  | [ 4 ] |
| 7대  | 백근곤 아나운서 | 2022년 1월 3일 ~ 일자 미상         | [ 5 ] |
| 8대  | 윤동현 아나운서 | 일자 미상 ~ 일자 미상              |       |
| 9대  | 남두용 아나운서 | 일자 미상 ~ 2024년 8월 23일        |       |
| 10대 | 백율희 아나운서 | 2024년 8월 26일 ~ 2024년 10월 16일 |       |
| 11대 | 남두용 아나운서 | 2024년 10월 17일 ~ 현재            |       |

## 경쟁 프로그램
- KBS 뉴스 7 경남 (KBS 창원 1TV)
- KNN 뉴스투데이 (KNN TV)